# Кучілат
Кучілат (мак. Кучилат) — село у Північній Македонії, яке входить до общини Карбинці, що в Східному регіоні країни.
Населення наразі пустує. Село розкинулося в низинній місцевості (середні висоти — 741 метрів), яку македонці називають Овче поле.